# الدفتر الأزرق
الدفتر الأزرق مسلسل تلفزيوني عراقي، من إخراج فيصل الياسري.

## طارق الدليمي
- أحمد الصالح.
- سامي قفطان.
- حسين المفيدي.
- عبد الستار البصري.
- مقداد عبد الرضا.
- عبد الجبار كاظم.
- خالد البناي.
- عبد المحسن النمر.
- بشرى رشيد.
- حياة حيدر.
- عادل عثمان.